# Erigone (zoologia)
Erigone Audouin, 1826 è un genere di ragni appartenente alla famiglia Linyphiidae.

## Aspetto
I ragni che compongono questo genere sono anatomicamente molto simili al genere Hypomma Dahl, 1886, si differenziano da esso poiché gli Erigone presentano dei palpi solitamente molto lunghi, le falci sono munite su entrambi i lati di zanne scanalate con forti denti in fila ed ogni falce presenta delle piccole dentellature sulla superficie esterna.

## Distribuzione
Il genere può dirsi a buon conto cosmopolita: è documentata la presenza di vari esemplari in diverse località di tutti e cinque i continenti; il continente che ha la minore presenza di specie sul territorio è l'America meridionale.
Le specie dall'areale più vasto sono la E. arctica, la E. atra, la E. dentigera, la E. dentipalpis, la E. psychrophyila e la E. tirolensis, tutte rinvenute in svariate località della regione olartica.
La presenza sul territorio italiano di questo genere è piuttosto variegata: anzitutto annoveriamo due endemismi, E. spadix in Italia centrale e la E. tirolensis in varie località dell'Italia settentrionale.
Sono state inoltre rinvenute altre nove specie, come evidenziato nell'elenco delle specie al paragrafo Tassonomia.

## Tassonomia

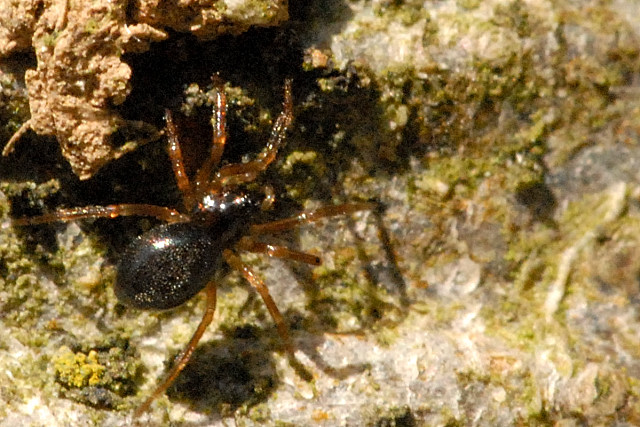
Erigone atra, maschio

La specie tipo è la Erigone longipalpis, per decisione dell'ICZN, la Commissione Internazionale per la Nomenclatura Zoologica; ciò a causa della varietà dei caratteri secondari di queste specie, che fa confluire in questo genere affinità diverse.
Ad agosto 2017, si compone di 103 specie e nove sottospecie (vi sono alcune specie che non sono riconosciute come valide da Platnick e altrettante, diverse, non riconosciute valide da Tanasevitch, come descritto nelle note):
1. Erigone albescens Banks, 1898 — USA
2. Erigone aletris Crosby & Bishop, 1928 — USA, Canada, Scozia, Italia
3. Erigone allani Chamberlin & Ivie, 1947 — Alaska
4. Erigone alsaida Crosby & Bishop, 1928 — USA
5. Erigone angela Chamberlin & Ivie, 1939 — USA
6. Erigone antarctica Simon, 1884 — Cile
7. Erigone antegona Chickering, 1970 — Panama
8. Erigone apophysalis Tanasevitch, 2017 — Indonesia (Sumatra)
9. Erigone aptuna Chickering, 1970 — Panama
10. Erigone arctica (White, 1852) — Regione olartica
  - Erigone arctica maritima Kulczyński, 1902 — Europa settentrionale
  - Erigone arctica palaearctica Braendegaard, 1934 — Scandinavia, Russia
  - Erigone arctica sibirica Kulczynski, 1908 — Russia
  - Erigone arctica soerenseni Holm, 1956 — Groenlandia
11. Erigone arcticola Chamberlin & Ivie, 1947 — Russia, Alaska
12. Erigone arctophylacis Crosby & Bishop, 1928 — USA, Canada
13. Erigone aspura Chamberlin & Ivie, 1939[6] — Alaska
14. Erigone atra Blackwall, 1833 — Regione olartica (anche in Italia)
15. Erigone autumnalis Emerton, 1882 — dagli USA al Panama, Indie occidentali, Isole Azzorre, Europa (anche in Italia)
16. Erigone barrowsi Crosby & Bishop, 1928 — USA
17. Erigone benes Chamberlin & Ivie, 1939 — USA
18. Erigone bereta Chickering, 1970 — Panama
19. Erigone bifurca Locket, 1982 — Malaysia, Filippine, Krakatoa
20. Erigone blaesa Crosby & Bishop, 1928 — USA, Canada
21. Erigone brevipes Tu & Li, 2004 — Vietnam
22. Erigone canthognatha Chamberlin & Ivie, 1935 — USA
23. Erigone clavipalpis Millidge, 1991 — Perù
24. Erigone coloradensis Keyserling, 1886 — USA, Canada, Alaska
25. Erigone convalescens Jocqué, 1985 — Isole Comore
26. Erigone cristatopalpus Simon, 1884 — Europa (anche in Italia)
27. Erigone crosbyi Schenkel, 1950 — USA
28. Erigone decens Thorell, 1871 — Germania
29. Erigone dentichelis Miller, 1970 — Angola
30. Erigone denticulata Chamberlin & Ivie, 1939 — USA
31. Erigone dentigera O. P.-Cambridge, 1874 — Regione olartica (Italia)
32. Erigone dentipalpis (Wider, 1834) — Regione olartica (Italia)
  - Erigone dentipalpis syriaca O. P.-Cambridge, 1872 — Siria
33. Erigone dentosa O. P.-Cambridge, 1894 — USA, Guatemala, Antigua
34. Erigone digena Chickering, 1970 — Panama, Giamaica, Puerto Rico
35. Erigone dipona Chickering, 1970 — Panama
36. Erigone dumitrescuae Georgescu, 1969 — Romania
37. Erigone edentata Saito & Ono, 2001 — Giappone
38. Erigone eisenschmidti Wunderlich, 1976 — Queensland
39. Erigone ephala Crosby & Bishop, 1928 — USA, Canada
40. Erigone fellita Keyserling, 1886 — Perù
41. Erigone fluctuans O. P.-Cambridge, 1875 — Francia
42. Erigone fluminea Millidge, 1991 — Venezuela
43. Erigone grandidens Tu & Li, 2004 — Vietnam
44. Erigone himeshimensis Strand, 1918 — Giappone
45. Erigone hydrophytae Ivie & Barrows, 1935 — USA
46. Erigone hypenema Crosby & Bishop, 1928 — USA
47. Erigone hypoarctica Eskov, 1989 — Russia
48. Erigone infernalis Keyserling, 1886 — USA
49. Erigone irrita Jocqué, 1984 — Sudafrica
50. Erigone jaegeri Baehr, 1984 — Europa centrale, Cina
51. Erigone jammu Tanasevitch, 2018 — India
52. Erigone jugorum Simon, 1884 — Francia
53. Erigone koratensis Strand, 1918 — Giappone
54. Erigone koshiensis Oi, 1960 — Cina, Corea, Taiwan, Giappone
55. Erigone lata Song & Li, 2008 — Cina
56. Erigone longipalpis (Sundevall, 1830)[7] — Regione paleartica (anche in Italia)
  - Erigone longipalpis meridionalis Simon, 1926 — Inghilterra, Francia
  - Erigone longipalpis pirini Deltshev, 1983 — Bulgaria
57. Erigone malvari Barrion & Litsinger, 1995 — Filippine
58. Erigone matanuskae Chamberlin & Ivie, 1947[8] — Alaska
59. Erigone miniata Baert, 1990 — Isole Galapagos
60. Erigone monterreyensis Gertsch & Davis, 1937 — Messico
61. Erigone neocaledonica Kritscher, 1966 — Nuova Caledonia
62. Erigone nepalensis Wunderlich, 1983 — Nepal
63. Erigone nigrimana Thorell, 1875 — Italia
64. Erigone nitidithorax Miller, 1970 — Angola
65. Erigone ostiaria Crosby & Bishop, 1928 — USA
66. Erigone palustris Millidge, 1991 — Perù
67. Erigone paradisicola Crosby & Bishop, 1928 — USA
68. Erigone pauperula (Bösenberg & Strand, 1906) — Giappone
69. Erigone personata Gertsch & Davis, 1936 — USA
70. Erigone poeyi Simon, 1897 — Isola Saint Vincent
71. Erigone praecursa Chamberlin & Ivie, 1939 — USA
72. Erigone prominens Bösenberg & Strand, 1906 — dal Camerun al Giappone, Nuova Zelanda
73. Erigone promiscua (O. P.-Cambridge, 1873) — Europa, Russia
74. Erigone pseudovagans Caporiacco, 1935 — Karakorum
75. Erigone psychrophila Thorell, 1871 — Regione olartica
76. Erigone reducta Schenkel, 1950 — USA
77. Erigone remota L. Koch, 1869 — Regione paleartica (anche in Italia)
  - Erigone remota dentigera Simon, 1926 — Svizzera
78. Erigone rohtangensis Tikader, 1981 — India
79. Erigone rutila Millidge, 1995 — Thailandia
80. Erigone sagibia Strand, 1918 — Giappone
81. Erigone sagicola Dönitz & Strand, 1906 — Giappone
82. Erigone sinensis Schenkel, 1936 — Russia, Kirghizistan, Mongolia, Cina
83. Erigone sirimonensis Bosmans, 1977 — Kenya
84. Erigone spadix Thorell, 1875 — Italia
85. Erigone strandi Kolosváry, 1934 — Ungheria
86. Erigone stygia Gertsch, 1973 — Hawaii
87. Erigone sumatrana Tanasevitch, 2017 — Indonesia (Sumatra)
88. Erigone svenssoni Holm, 1975 — Scandinavia, Russia
89. Erigone tamazunchalensis Gertsch & Davis, 1937 — Messico
90. Erigone tanana Chamberlin & Ivie, 1947 — Alaska
91. Erigone tenuimana Simon, 1884 — Francia, Svizzera
92. Erigone tepena Chickering, 1970 — Giamaica
93. Erigone tirolensis L. Koch, 1872 — Regione olartica (anche in Italia)
94. Erigone tolucana Gertsch & Davis, 1937 — Messico
95. Erigone tristis (Banks, 1892) — USA
96. Erigone uintana Chamberlin & Ivie, 1935 — USA
97. Erigone uliginosa Millidge, 1991 — Perù
98. Erigone watertoni Simon, 1897 — Isola Saint Vincent
99. Erigone welchi Jackson, 1911 — dall'Irlanda all'Estonia, Moldavia
100. Erigone whitneyana Chamberlin & Ivie, 1935 — USA
101. Erigone whymperi O. P.-Cambridge, 1877 — Canada, Groenlandia, Russia
  - Erigone whymperi minor Jackson, 1933 — Canada
102. Erigone wiltoni Locket, 1973 — Nuova Zelanda, Isole Comore
103. Erigone zabluta Keyserling, 1886 — Perù
104. Erigone zheduoshanensis Song & Li, 2008 — Cina

### Specie fossili
- †Erigone atra Blackwall, 1833 - rinvenuto in Inghilterra, risalente al Quaternario[9]
- †Erigone dechenii Bertkau, 1878 - rinvenuto a Rott, in Germania e risalente al Neogene[9]
- †Erigone sp. Hopkins et al., 1976 - rinvenuto in Alaska e risalente al Quaternario[9]

### Sinonimi
1. Erigone amdoensis Schenkel, 1963; questo esemplare è stato posto in sinonimia con E. sinensis Schenkel, 1936 a seguito di due lavori: uno di Tu & Li del 2005; e un altro di Tu, Li & Rollard del 2005[2].
2. Erigone capra Simon, 1884; questi esemplari sono considerati sinonimi di E. dentigera O. P.-Cambridge, 1874, a seguito di due lavori: di Holm del 1960 e di Eskov del 1994[2]. Considerati specie a sé da Tanasevitch[5]
3. Erigone changchunensis Zhu & Wen, 1980; questo esemplare è stato posto in sinonimia con E. sinensis Schenkel, 1936 a seguito di due lavori: uno di Tu & Li del 2005; e un altro di Tu, Li & Rollard del 2005.
4. Erigone dentipalpis kansuensis Schenkel, 1963; esemplari posti in sinonimia con E. atra Blackwall, 1833, a seguito di un lavoro di Tanasevitch del 1989.
5. Erigone doenitzi Strand, 1918; esemplare rinvenuto in Giappone. A seguito di un lavoro degli aracnologi Ono, Matsuda & Saito del 2009 è stata posta in sinonimia con E. prominens Bösenberg & Strand, 1906[2]. Considerata specie a sé da Tanasevitch[5].
6. Erigone hakusanensis Oi, 1964; questi esemplari, a seguito di un lavoro dell'aracnologo Hiroshi Saito del 1982 sono stati riconosciuti sinonimi di E. atra Blackwall, 1833[2].
7. Erigone labra Crosby & Bishop, 1928; questo esemplare, a seguito di uno studio dell'aracnologo Crawford del 1988, è stato posto in sinonimia con E. aletris Crosby & Bishop, 1928[2].
8. Erigone metlakatla Crosby & Bishop, 1928; questo esemplare, a seguito di uno studio dell'aracnologo Crawford del 1988, è stato posto in sinonimia con E. aletris Crosby & Bishop, 1928[2].
9. Erigone olympias Crosby & Bishop, 1928; questo esemplare è stato posto in sinonimia con E. aletris Crosby & Bishop, 1928 a seguito di un lavoro dell'aracnologo Snazell del 1980[2].
10. Erigone ourania Crosby & Bishop, 1928; esemplari, reperiti in alcune località del Nepal e della Cina, posti in sinonimia con E. prominens Bösenberg & Strand, 1906 a seguito di uno studio di Song & Li, (2008a)[2].
11. Erigone penessa Thorell, 1878; definita sinonimo di E. arctica (White, 1852) a seguito di un lavoro di Marusik, Böcher & Koponen del 2006[2].
12. Erigone piechockii Heimer, 1987; esemplari posti in sinonimia con E. sinensis Schenkel, 1936 a seguito di un lavoro di Marusik & Koponen del 2000, quando avevano la denominazione di Erigone changchunensis[2].
13. Erigone praepulchra Keyserling, 1886; esemplare posto in sinonimia con E. atra Blackwall, 1833 a seguito di un lavoro di Ivie del 1967[2].
14. Erigone riparia Miller, 1970; posta in sinonimia con E. prominens Bösenberg & Strand, 1906 da un lavoro di Holm (1977a)[2].
15. Erigone sibirica orientalis Braendegaard, 1940; posta in sinonimia con E. arctica (White, 1852) a seguito di uno studio di Holm del 1956.
16. Erigone simillima Keyserling, 1886; esemplari reperiti in Russia, Mongolia, Alaska e Canada e posti in sinonimia con E. cristatopalpus Simon, 1884 a seguito di uno studio di Tanasevitch (2011b).
17. Erigone solitaria Dahl, 1928; questo esemplare è stato posto in sinonimia con E. psychrophila Thorell, 1871 a seguito di uno studio di Tanasevitch (2017e)[2].
18. Erigone viabilis Chamberlin & Ivie, 1933; esemplari reperiti negli USA e posti in sinonimia con E. cristatopalpus Simon, 1884 a seguito di uno studio di Tanasevitch (2011b).
19. Erigone zographica Crosby & Bishop, 1928; esemplari reperiti negli USA e posti in sinonimia con E. cristatopalpus Simon, 1884 a seguito di uno studio di Tanasevitch (2011b).